# Molekuláris gasztronómia

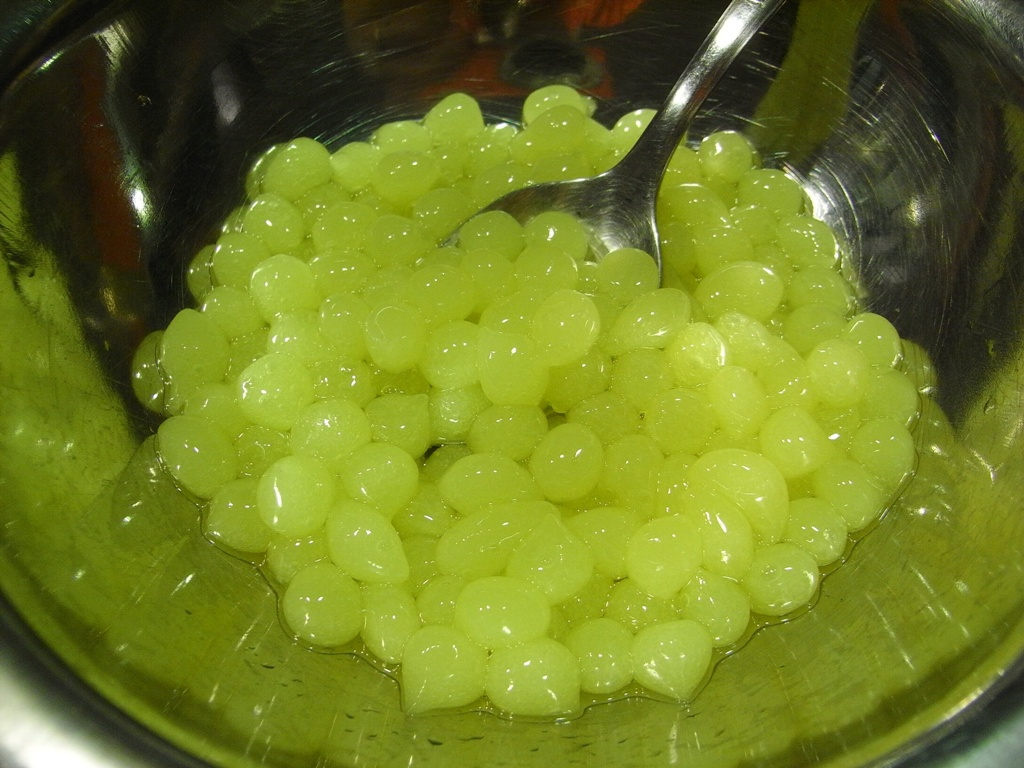
Gömbösített gyümölcslé

A molekuláris gasztronómia a fizikai és kémiai folyamatoknak a gyakorlati konyhatechnikában történő alkalmazását jelenti. Nem csak a főzés fizikájával és kémiájával foglalkozik, hanem általánosságban a tudományos ételkészítés művészi, technológiai és társadalmi kérdéseivel is. A molekuláris gasztronómia az ételek elkészítésének és tálalásának modern, divatos stílusát is jelenti. Ezt tudósok és mesterszakácsok egyaránt művelik úgy laboratóriumi környezetben mint nagy presztízsű éttermek konyháiban. 
A molekuláris gasztronómia elnevezést Kürti Miklós fizikus, akadémikus és Hervé This francia kémikus vezette be 1988-ban. A mesterszakácsok egy része a molekuláris gasztronómia elnevezés helyett a kísérleti konyhaművészet (experimental cuisine) elnevezést részesíti előnyben.

## Idézetek
"(...) a molekulák nem csupán fiziológiai funkcióink egyensúlya (a homeosztázis) fenntartásának biológiai folyamataiban játszanak szerepet, de a véletlenek különös játéka folytán egymással is együttműködnek,
s stimulálják az ízek felismerésére specializálódott sejtjeinket, és örömérzetet okoznak. Akár az eugenolról, a fahéjaldehidről, a kumarinról, a kapszaicinről vagy egyéb növényi eredetű molekuláról legyen szó, ezeknek a vegyületeknek fontos tulajdonságuk, hogy aktiválják bennünk a zamatok felismerésében közreműködő rendszereket, miközben pozitívan befolyásolják az egészségünkért felelős homeosztázisban részt vevő mechanizmusokat. A gasztronómiai örömök mögött rejlő molekuláris mechanizmusok megértése így nemcsak azért alapvető fontosságú, hogy megtanuljuk jobban összehangolni az ízeket mindennapi ételeinkben, hanem tágabb értelemben véve is jelentős lépést jelent, hiszen így javíthatunk étrendünk egészségességén. Noha a legjobb ételkombinációk tapasztalatai évezredekre nyúlnak vissza, a jelenlegi gasztronómiai tudás nem statikus s nem megingathatatlan, nem olyan, amelynek határait ne lehetne kiterjeszteni."
"A gasztronómia a racionális tanulmányozása mindannak, ami az ember táplálkozásával van kapcsolatban. Célja: a legjobb élelmiszerek segítségével tartani életben az emberiséget. Hogy ez megvalósulhasson, ismernünk kell a természet történelmét, a kémiát, a fizikát, az emésztőcsatorna működését, szükségünk van az élelmiszerek összetételének, minőségének és lebontásának vizsgálatára és mindazon ismeretekre, amelyekre a főzés miatt szükségünk van..."